# Maria Ducceschi
Pour les articles homonymes, voir Ducceschi.
Maria Ducceschi, née à Cognac en 1958, est une actrice, auteure et artiste peintre française.
Elle est surtout connue pour son rôle de sœur Suzanne dans la série télévisée Sœur Thérèse.com, à la suite duquel elle a entamé une carrière d'artiste peintre,.

## Filmographie
- 2019 : Meurtres à Colmar : Theresa Wolf
- 2019 : Capitaine Marleau, épisode Pace e Salute, Marleau : Restitude Corsa
- 2013 : Attila Marcel de Sylvain Chomet : Maria
- 2010 : Tout ce qui brille de Géraldine Nakache et Hervé Mimran : Jil
- 2009 : King Guillaume : la chef d'orchestre
- 2003-2011 : Sœur Thérèse.com : sœur Suzanne
- 2006 : Samantha, oups ! : une nonne
- 2006 : Marie Besnard, l'empoisonneuse :  Mme Duzac
- 2005 : Fabien Cosma : l'assistante
- 2005 : Dalida de Joyce Buñuel (TV) : Andréa
- 2004 : Haute coiffure : la cliente geignarde
- 2003 : Je reste ! : la femme médecin
- 2001 : Grégoire Moulin contre l'humanité
- 2001 : Jalousie : la maîtresse
- 1999 : La Neuvième Porte : la secrétaire
- 1998 : Le Nain rouge : la femme de ménage
- 1996 : Julie Lescaut, épisode 1 saison 5, Propagande noire d'Alain Bonnot : infirmière institut
- 1993 : Tout ça... pour ça ! : la fille du bal